# Lucy Morton
Lucy Morton (Reino Unido, 23 de febrero de 1898-26 de agosto de 1980) fue una nadadora británica especializada en pruebas de estilo braza, donde consiguió ser campeona olímpica en 1924 en los 200 metros.

## Carrera deportiva
En los Juegos Olímpicos de París 1924 ganó la medalla de oro en los 200 metros estilo braza, con un tiempo de 3:33.2 segundos, por delante de la estadounidense Agnes Geraghty (plata con 3:34.2 segundos) y la también británica Gladys Carson.